# Teatro Nazionale Cláudio Santoro
Il Teatro Nazionale Cláudio Santoro (Teatro Nacional Cláudio Santoro) è un teatro multisala di Brasilia (Brasile). progettato dall'architetto Oscar Niemeyer. La costruzione iniziò il 30 luglio 1960 e sebbene alcune sezioni fossero già aperte nel 1966, il teatro nella sua interezza fu completato solo nel 1981. L'inaugurazione ufficiale avvenne il 21 aprile 1981, nel ventunesimo anniversario della fondazione di Brasilia. 
Il Teatro Nazionale è gestito dal Segretario alla Cultura del Distretto Federale e ospita tre sale distinte: il teatro Alberto Nepomuceno da 60 posti, il teatro Martins Pena da 407 posti, e il teatro Villa-Lobos da 1.407 posti. Il complesso comprende anche un'area espositiva accessibile al pubblico.
Il teatro è in ristrutturazione da più di due anni e rimane chiuso al pubblico.

## Storia
La costruzione del teatro iniziò il 30 luglio 1960. Il teatro Martins-Pena fu inaugurato il 21 aprile 1966 e rimase in uso solo per dieci anni, fino al 4 settembre 1976.
Il teatro Villa-Lobos ed il teatro Alberto Nepomuceno furono inaugurati nel marzo del 1979. Il 1º dicembre 1979, l'intero complesso fu nuovamente chiuso per lavori di ristrutturazione e ampliamento che durarono fino al 1981.
Nel gennaio 2014, il Teatro Nazionale fu nuovamente chiuso per restauri che si protraggono a tutt'oggi per mancanza di fondi.

## Galleria d'immagini

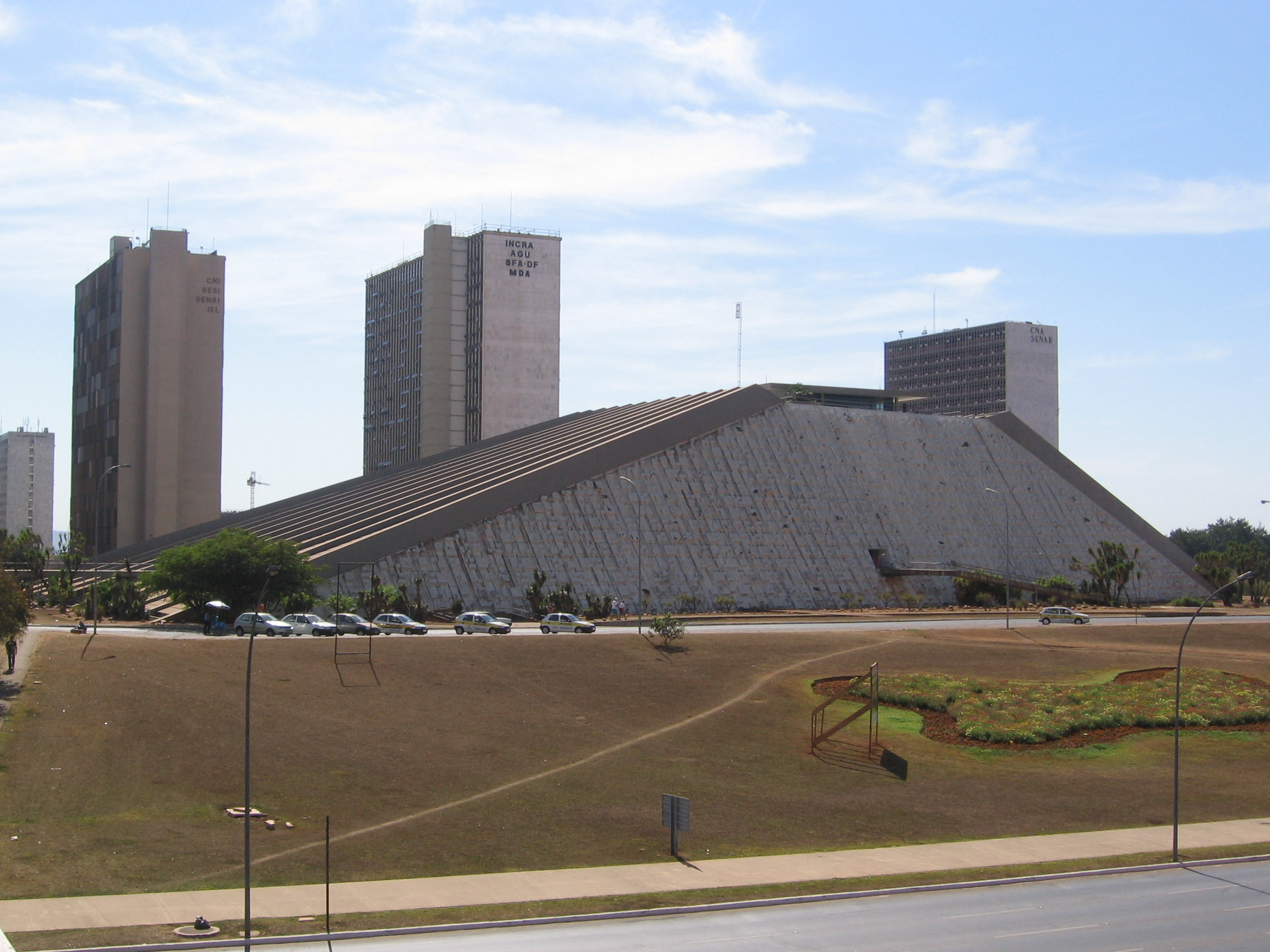
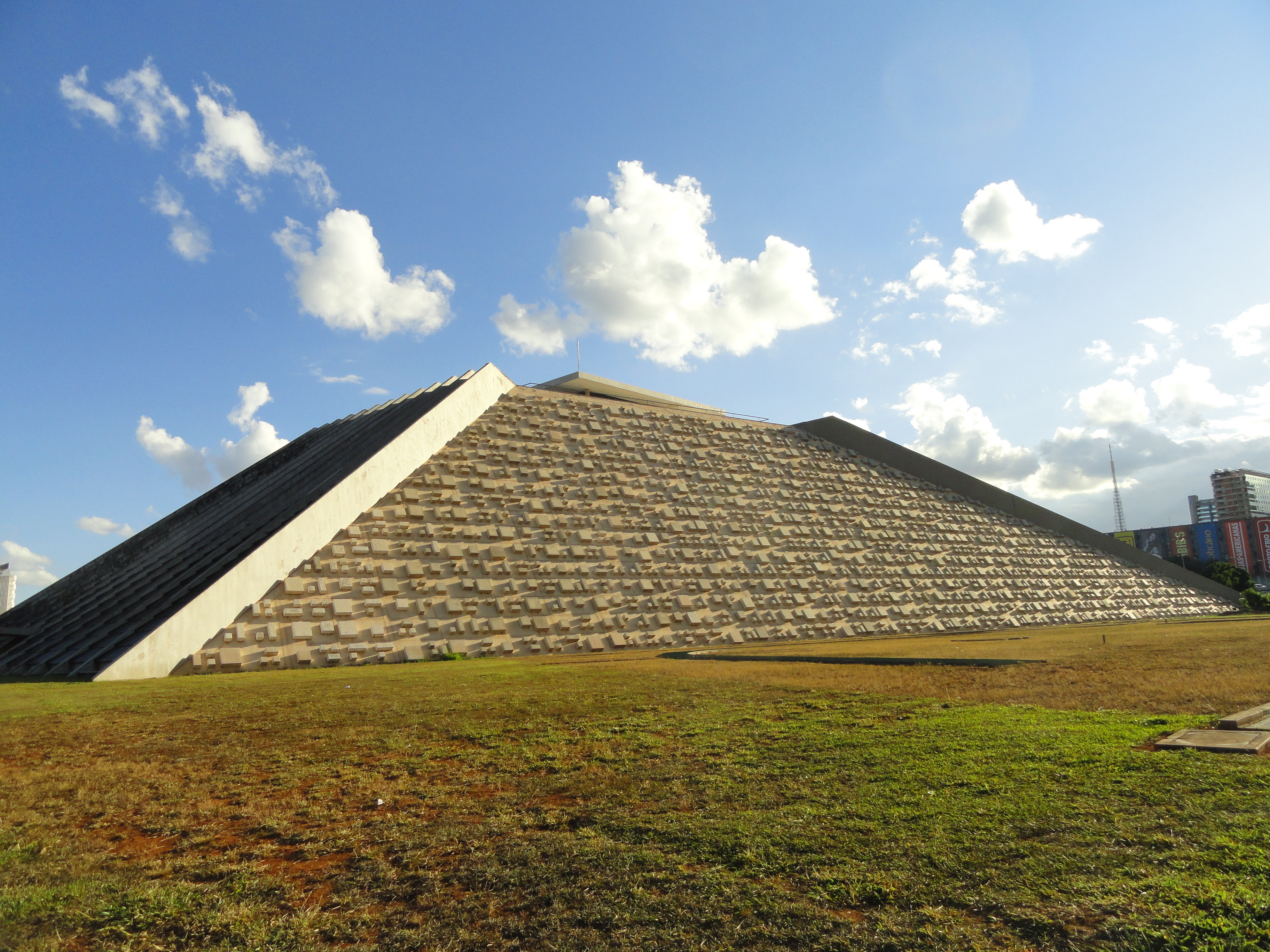
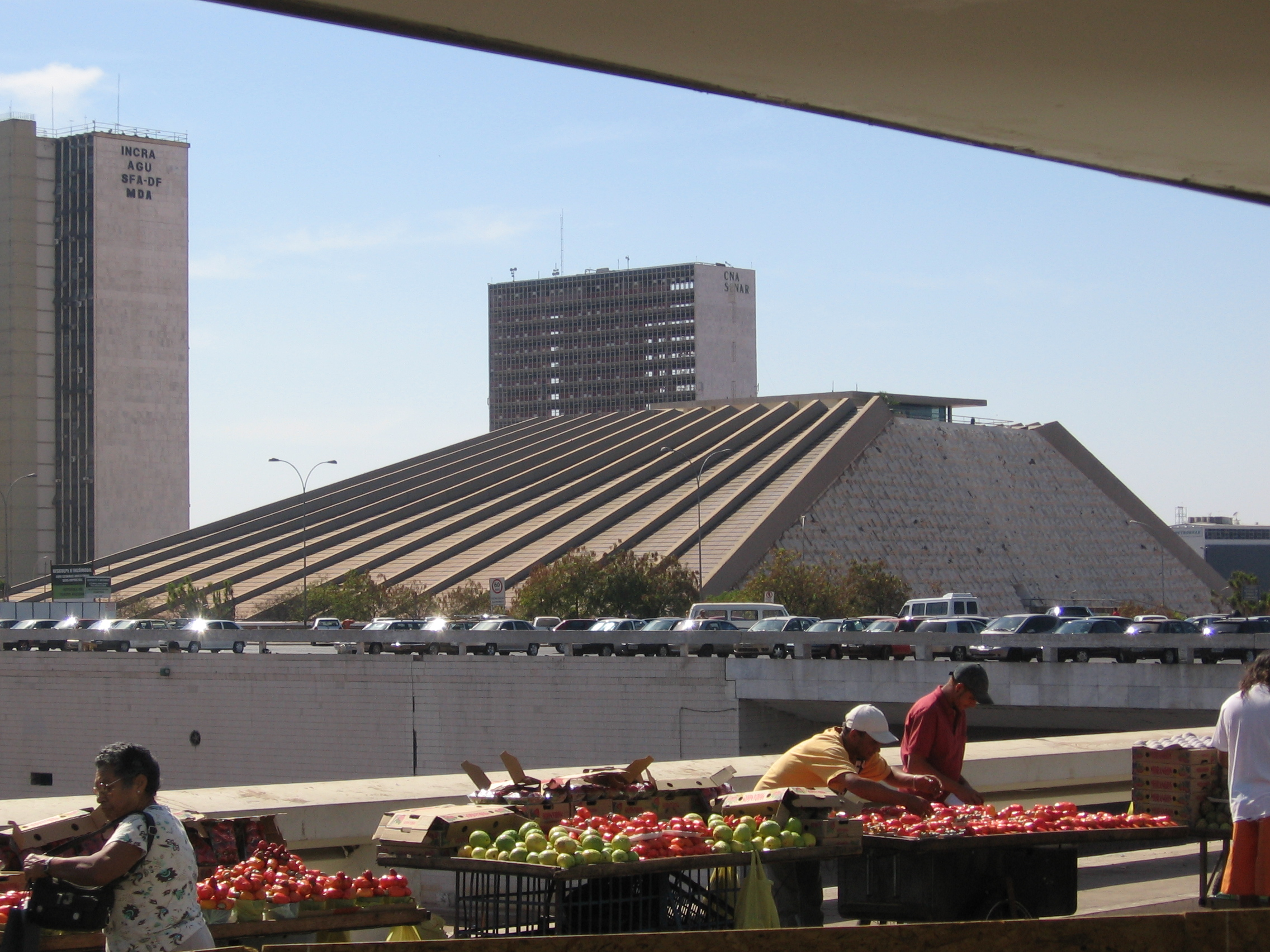